# Widdau
Widdau is een plaats in de Duitse gemeente Monschau, deelstaat Noordrijn-Westfalen, en telt 53 inwoners (2007).
Stedenregio Aken · Regierungsbezirk Keulen · Noordrijn-Westfalen